# Nové Město na Moravě
Nové Město na Moravě település Csehországban, a Žďár nad Sázavou-i járásban. Nové Město na Moravě Žďár nad Sázavou, Radňovice, Věcov, Křídla, Bystřice nad Pernštejnem, Fryšava pod Žákovou horou, Hodíškov, Jámy, Nová Ves u Nového Města na Moravě, Obyčtov, Lísek, Kuklík, Řečice, Zubří (Žďár nad Sázavou-i járás), Zvole, Kadov, Lhotka és Vlachovice településekkel határos. Lakosainak száma 9904 fő (2024. január 1.).

## Népesség
A település lakosságának változását az alábbi diagram mutatja:
| Lakosok száma | 5871 | 5746 | 5466 | 6021 | 9730 | 10 471 | 10 110 | 10 098 | 9829 | 9904 |
|               | 1869 | 1890 | 1921 | 1950 | 1980 | 2001   | 2017   | 2019   | 2022 | 2024 |

## Híres személyek
- Itt született Jan Štursa (1880 - 1925) szobrászművész.